# Бојан Микулић
Бојан Микулић (Нови Сад, 6. октобар 1980) српски је академски вајар, чије су скулптуре до сада постављене у Сједињеним Америчким Државама, Србији, Турској и Босни и Херцеговини.

## Биографија
Ввисоко образовање је стекао и уметничке домете достигао је углавном у Републици Српској, Босни и Херцеговини. Најпре је дипломирао сликарство на Академији умјетности у Бања Луци, а потом магистрирао вајарство на Академији ликовних умјетности у Сарајеву. Иако планиравши да се након усавршавања врати у родни град, стечена познанства и љубав везала су га за град на Врбасу. Микулићева дела најчешће имају одлике реализма, али и апстрактне уметности. Он обликовању „мртвих” материјала приступа са жељом да створи медиј(е) који ће „живо” комуницирати са околином.
У сарадњи са Теслином научном фондацијом из Филаделфије, Микулићеве бисте Николе Тесле су до 2015. постављене на шест различитих локација у САД, од којих једна у лобију „Њујоркер” на Менхетну, хотела у којем је Тесла живео од 1933. до смрти, једна у града Ровеју у Њу Џерзију, где се је налазила компанија „Tesla Electric Light and Manufacturing”, и једна у Српској културној башти у Кливленду. Плод исте сарадње је и биста Николе Тесле у Амбасади САД у Београду и у парку Универзитета за економију у турском Измиру. Стога га је Теслина научна фондација одликовала наградом „У духу Тесле”.
Дело којем је привукао посебну пажњу јавности су скулптуре у води у оквиру Спомен-комплекса Стари Брод, освештеног 2019. на Дрини у Старом Броду у општини Рогатица, који чува сећање на жртве Покоља у Старом Броду и Милошевићима 1942. Микулић је за ову намену израдио 27 скулптура са 39 ликова, због чега га је председница Републике Српске одликовала Медаљом заслуга за народ Републике Српске.
Треба поменути и статуе нобеловаца Иве Андрића и Петера Хандкеа код зграде Владе Републике Српске и скулптуру „Дојиља” у бањалучком Породичном парку, затим бисте Николе Тесле, Михајла Пупина, Иве Андрића и Јована Дучића у Градском парку у Бијељини и статуу патријарха Павла у порти Xрама Сабора Светог Архангела Гаврила на Палама.
Као део пројекта „Лијечење простора”, тј. литопунктуре, немачке Фондације „Фридрих Еберт”, на четири места у Бања Луци, некадашње депоније, за Дан Бања Луке 22. априла 2021. постављене су камене скулптуре, дела управо Бојана Микулића, које треба да у људима пробуде еколошку свест. У питању су скулптуре: „Клица” у Врбањи, „Раст” у Лазареву, и „Лука” и „Пецка” у околини града.
Статуа Василија Острошког, висока 4,2 метра, коју је Микулић извајао, требало би да буде откривена на Цетињу или околини. Такође, Микулић је израдио и статуу митрополита Амфилохија Радовића, која је исто висока 4,2 метра и која ће вероватно наћи своје место у близини манастира Острог.
На постављање чекају и бисте Небојше Глоговца у Невесињу и Јелене Трикић („Мајке Храбрости”) испред бањалучког породилишта.
Бојан Микулић је увршћен у „Енциклопедију националне дијаспоре”, коју уређује Иван Калаузовић Иванус.
Живи и ради у Новом Саду и Бања Луци.
Ожењен је и има четворо деце.

## Награде и признања (избор)
- Награда „У духу Тесле” Теслине научне фондације за допринос промоцији Теслиног имена у САД (2015)
- Медаља заслуга за народ Републике Српске за скулптуре у оквиру Спомен-комплекса Стари брод (2020)

## Одабрана дела
- Шест бисти Николе Тесле на различитим локацијама у САД (до 2015)
- Биста Николе Тесле у Амбасади САД у Београду (2015)
- Биста Николе Тесле у Измиру (2015)
- Скулптуре у Спомен-комплексу Стари Брод (2019)
- Статуе Иве Андрића и Петера Хандкеа код зграде Владе Републике Српске у Бања Луци (2020)
- Скулптура „Дојиља” у Бања Луци (2020)
- Бисте четири српска великана у Бијељини (2020)
- Статуа патријарха Павла на Палама (2020)
- Четири скулптуре у оквиру пројекта „Лијечење простора” у Бања Луци (2021)
- Статуа Василија Острошког – биће постављена у Црној Гори
- Статуа митрополита Амфилохија Радовића – биће постављена у Црној Гори
- Биста Небојше Глоговца – биће постављена у Невесињу
- Биста Јелене Трикић („Мајке Храбрости”) – биће постављена испред бањалучког породилишта
- Биста Новака Ђоковића, постављена у Српској културној башти у Квивленду (САД)[21]